# Nagant

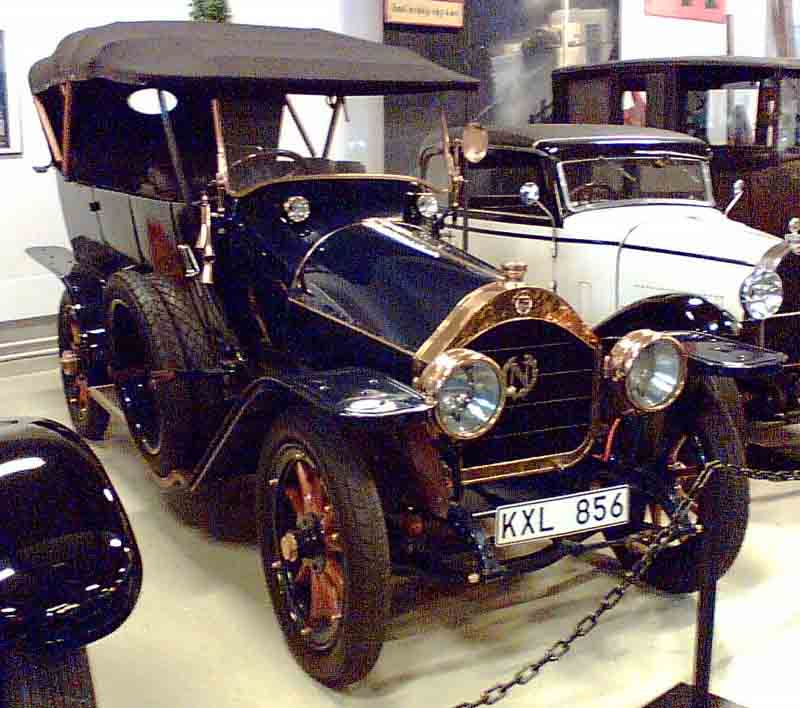
Nagant 1910

Nagant är ett belgiskt företag som inledningsvis tillverkade skjutvapen och senare tillverkade bilar 1900-1928. Fabriken startade med att bygga bilar på licens från Gobron-Brillié.